# Yoff (Dakar)
Yoff ist einer der 19 Stadtbezirke der Metropole Ville de Dakar, der Hauptstadt Senegals mit dem Status einer Gemeinde (commune). Er umfasst neben dem ursprünglichen Fischerdorf der Lébou und neu entstandenen städtischen Wohngebieten auch eine Insel gleichen Namens, die île de Yoff, sowie das Areal des früheren internationalen Flughafens von Dakar Léopold Sédar Senghor.

## Geografie
Yoff liegt in der Nähe des Pointe des Almadies an der Nordküste der Cap-Vert-Halbinsel und ist mit den Nachbarbezirken Ngor im Westen und Ouakam im Süden einer der drei westlichsten Stadtteile von Dakar und zugleich eine der westlichsten Ortschaften des afrikanischen Kontinents. Außer den genannten Stadtbezirken grenzt Yoff Im Osten und Südosten jenseits der vierstreifigen Schnellstraße Voie de Dégagement Nord (VDN) an Parcelles Assainies, Patte d’Oie und Grand Yoff.
Der Stadtbezirk hat eine Fläche von 14,580 km². Er Mit Ausnahme des Flughafengebiets im Süden und der der Atlantikküste vorgelagerten île de Yoff ist fast der gesamte Stadtbezirk bebaut.

## Geschichte
Im Jahr 1996 wurde Yoff als commune d’arrondissement im Arrondissement de Dakar Plateau zu einem Stadtbezirk der Metropole Ville de Dakar. Im Jahr 2014 erhielt der Stadtbezirk, wie in Senegal alle communes d'arrondissement, den landesweit einheitlichen Status einer Gemeinde (commune).

## Bevölkerung
Die letzten Volkszählungen ergaben für den Stadtbezirk jeweils folgende Einwohnerzahlen:
| Jahr | Einwohner |
| ---- | --------- |
| 1988 | …         |
| 2002 | 53.035    |
| 2013 | 89.442    |
| 2023 | 119.351   |

## Wirtschaft
Yoff lebt traditionell hauptsächlich von der Fischerei und vom Tourismus. Für die küstennahe Fischerei dienen die traditionellen Pirogen als Fischerboote. Selbstverständlich bot die Funktion des Stadtbezirks als Flughafenanlieger einen enormen Standortvorteil für die Ansiedlung von Gewerbe, Handel und Industrie.